# Остапчук Євгенія Володимирівна
Євгенія Володимирівна Остапчук (рум. Eugenia Ostapciuc; *19 жовтня 1947, село Финтиніца, Сорокський район) — молдовський політик, активістка комуністичних угруповань. Голова Парламенту Молдови з 2001 по 2005.

## Біографія
Народилася 19 жовтня 1947 року в селі Финтиніца Сорокського району Молдови. Закінчила Московський інститут народного господарства імені Плеханова.
- 1966–1988 — Інженер-технолог, заступник директора, директор тресту громадського харчування міста Сороки;
- 1988–1995 — Генеральний директор управління торгівлі м. Сороки.
- 1995–1998 — Заступник директора асоціації «Логос», Кишинів.

### Політична діяльність
- Березень 1998 — березень 2001 — депутат Парламенту Молдови. Обрана за списком Партії комуністів Республіки Молдова (ПКРМ). Секретар парламентської фракції ПКРМ, член Постійної комісії з соціального захисту, охорони здоров'я та сім'ї.
- Березень 2001 — обрано депутатом Парламенту Молдови за списком Партії комуністів Республіки Молдова (ПКРМ).
- 20 березня 2001 — 24 березня 2005 — голова Парламенту Молдови.
- 6 березня 2005 — обрана депутатом парламенту Молдови за списком Партії комуністів Республіки Молдова (ПКРМ). Член Постійного бюро парламенту.
- У 1972–1979 обиралася депутатом міської Ради народних депутатів міста Сороки.

Член КПСС з 1960-х по серпень 1991. Член Партії комуністів Республіки Молдова (ПКРМ), один з творців ПКРМ. У 1990-х — Керівник Сорокського райкому ПКРМ. Член Політвиконкому ЦК ПКРМ.

## Нагороди
Нагороджена орденом «Співдружність» Ради Міжпарламентської Асамблеї держав-учасниць СНД (2002).